# Paramoera rua
Paramoera rua är en kräftdjursart som beskrevs av J. L. Barnard 1977. Paramoera rua ingår i släktet Paramoera och familjen Eusiridae. Inga underarter finns listade i Catalogue of Life.